# سگ (سرده)
سگ‌ها یا گرگ‌ها (نام علمی: Canis) سرده‌ای است از خانواده سگان. این سرده شامل ۱۰ گونه موجود (منقرض‌نشده) می‌باشد. برخی گونه‌های منقرض‌نشده شامل شغال زرد، شغال پهلونواری، کایوت، شغال پشت‌سیاه، گرگ سرخ، سگ (زیرگونه)، دینگو (زیرگونه)، گرگ اتیوپیایی و گرگ خاکستری می‌باشند.

## نگارخانه

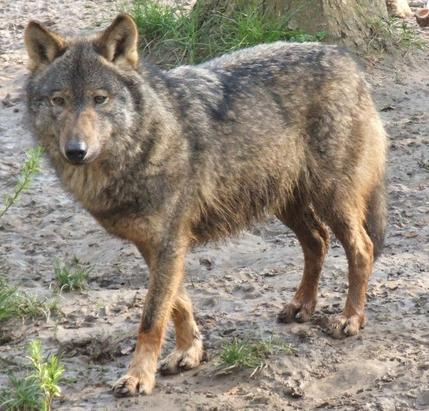
گرگ
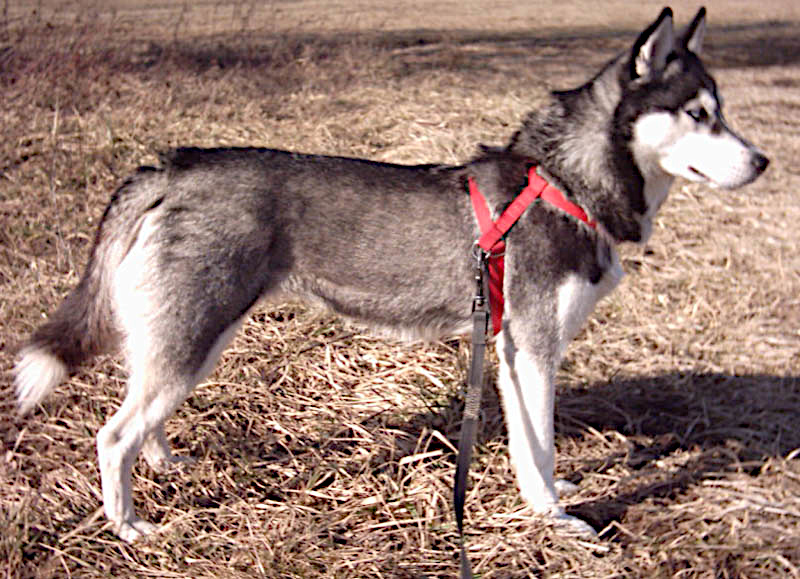
سگ
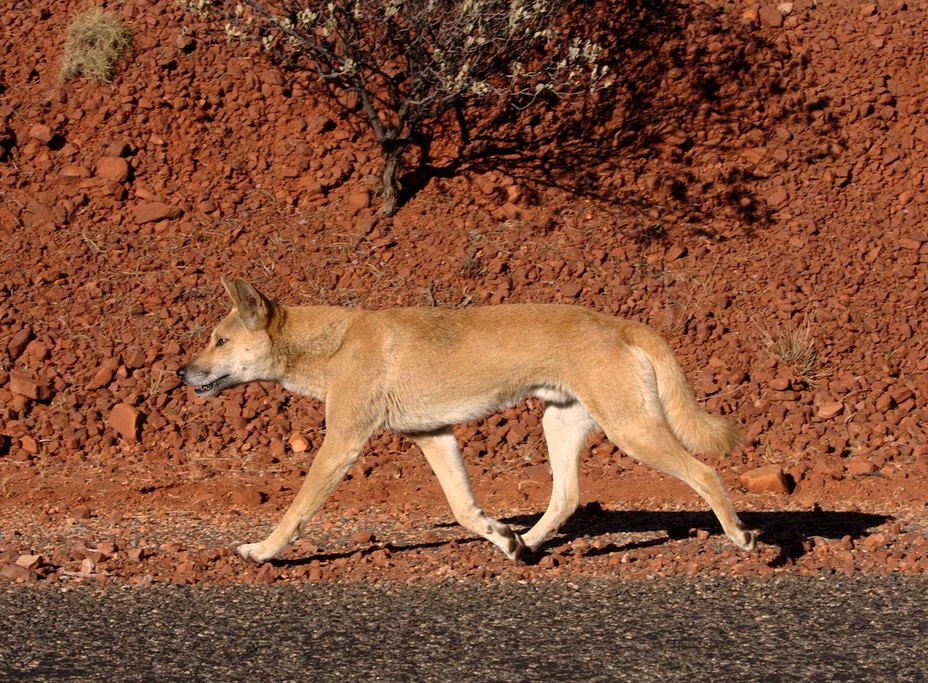
دینگو
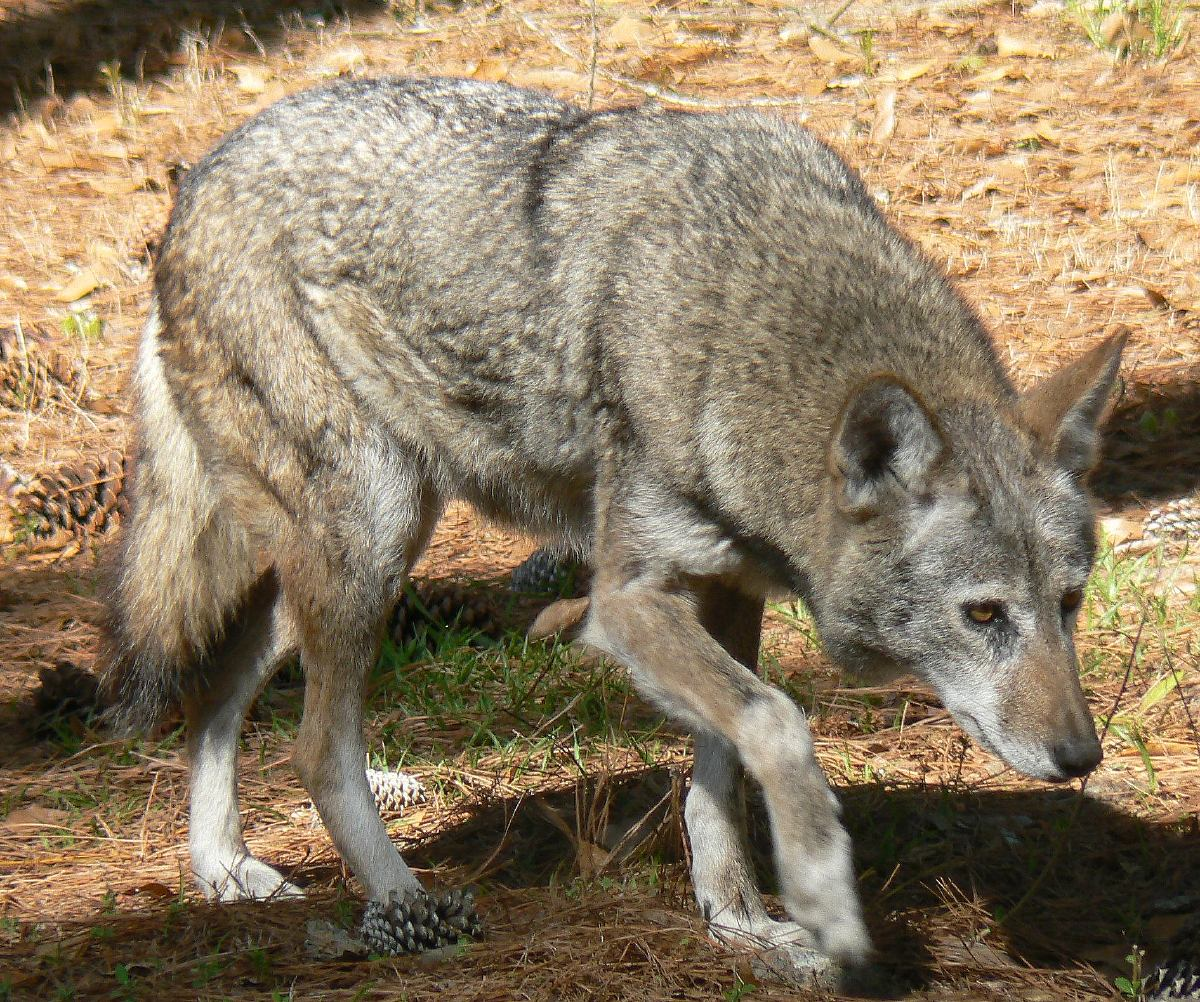
گرگ سرخ
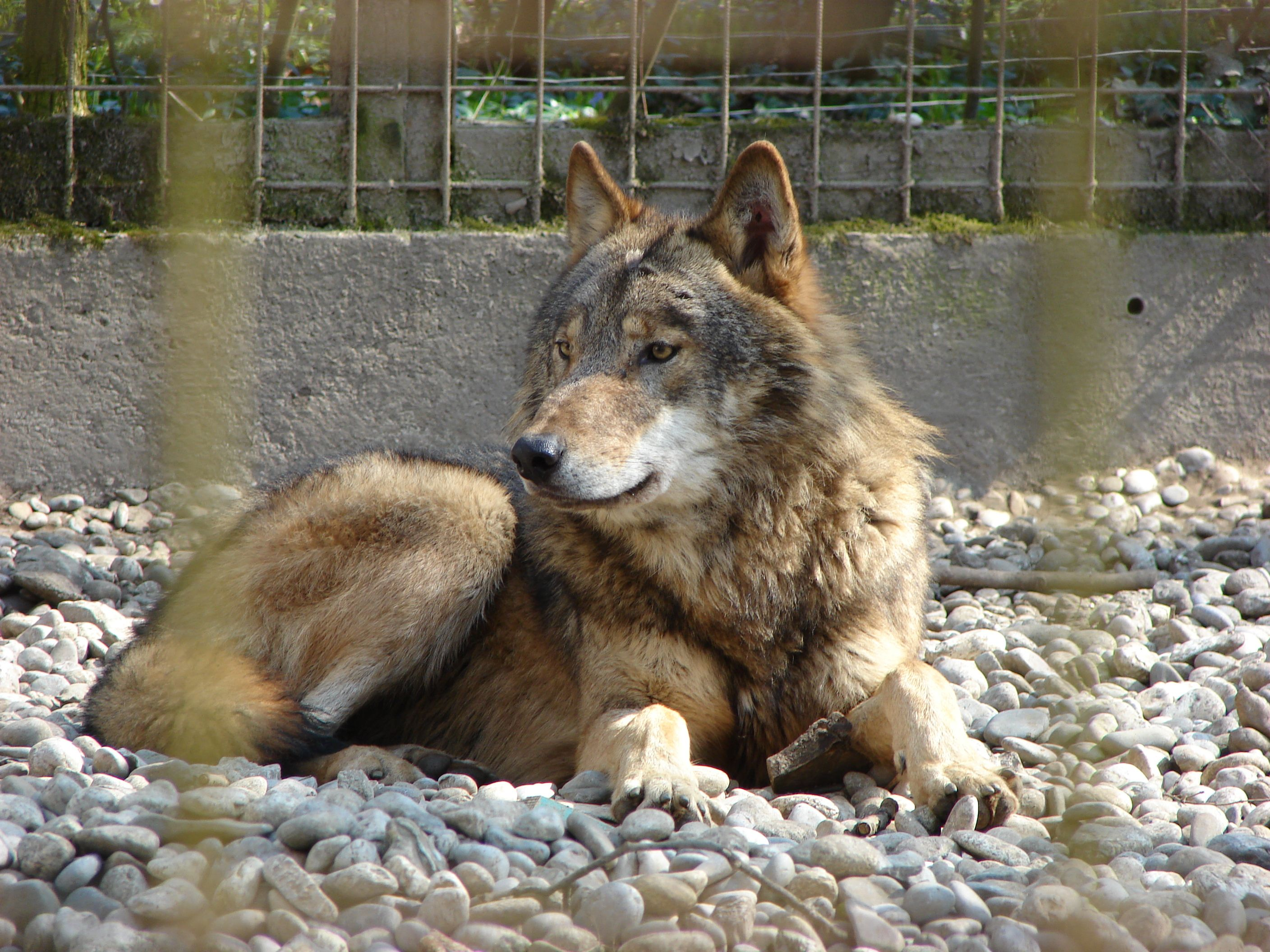
گرگ شرقی
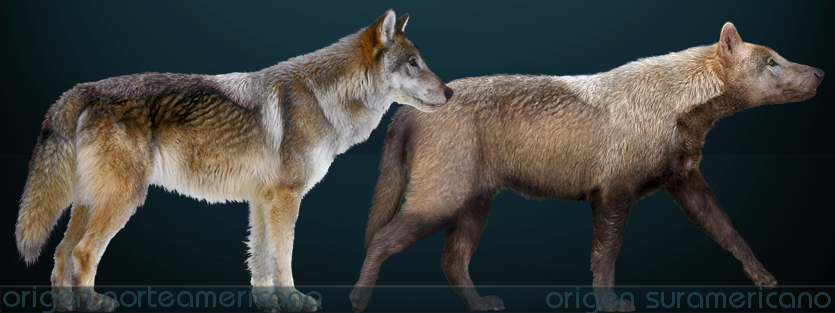
گرگ وحشت (سمت راست) در مقایسه با گرگ (سمت چپ)
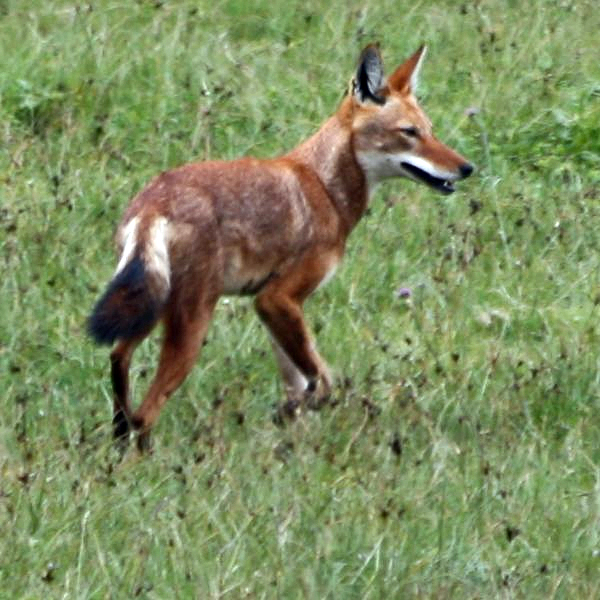
گرگ اتیوپیایی
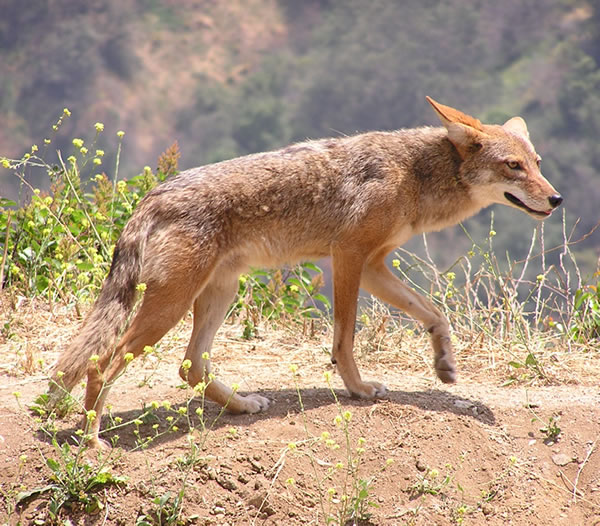
کایوت
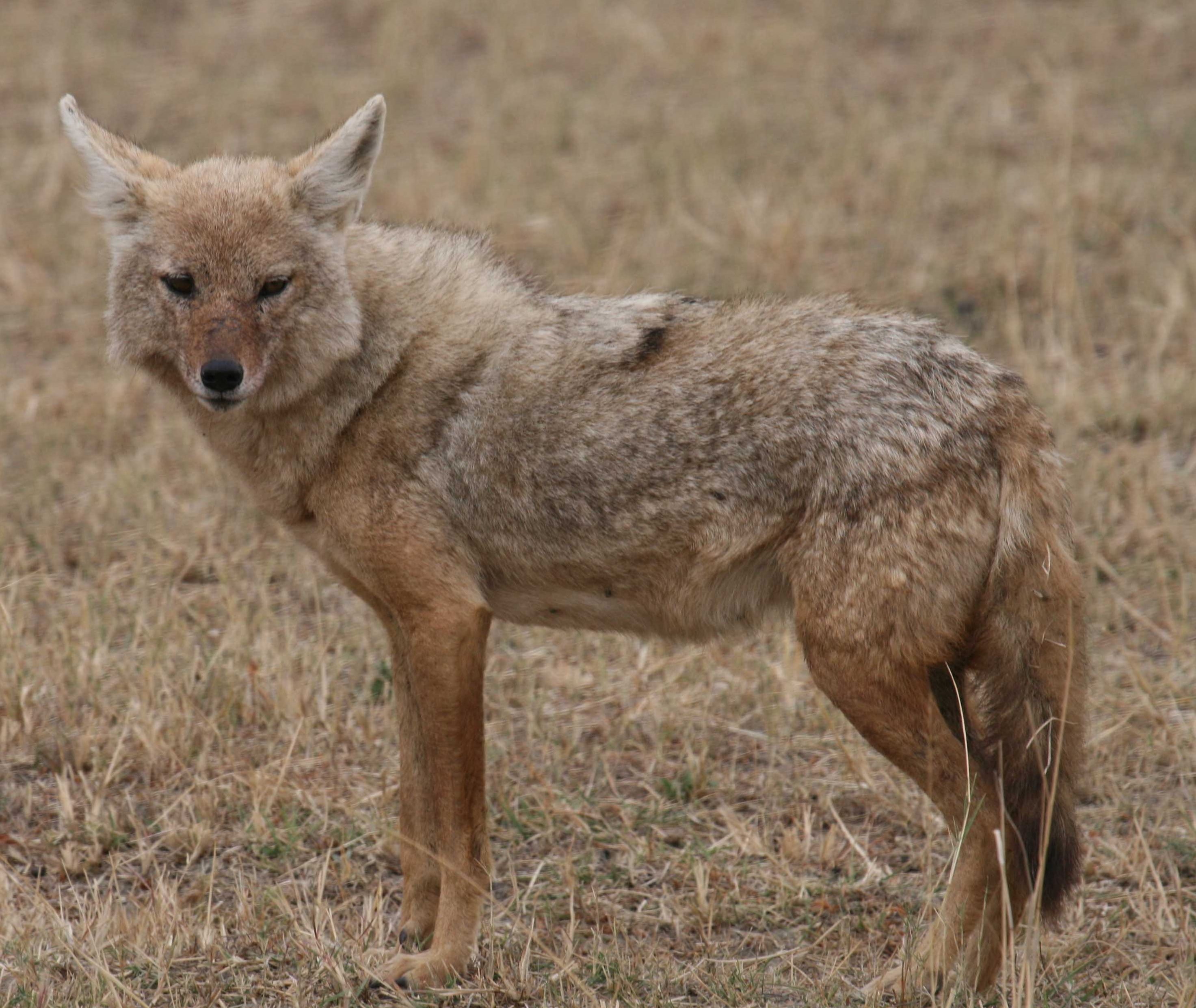
شغال زرد
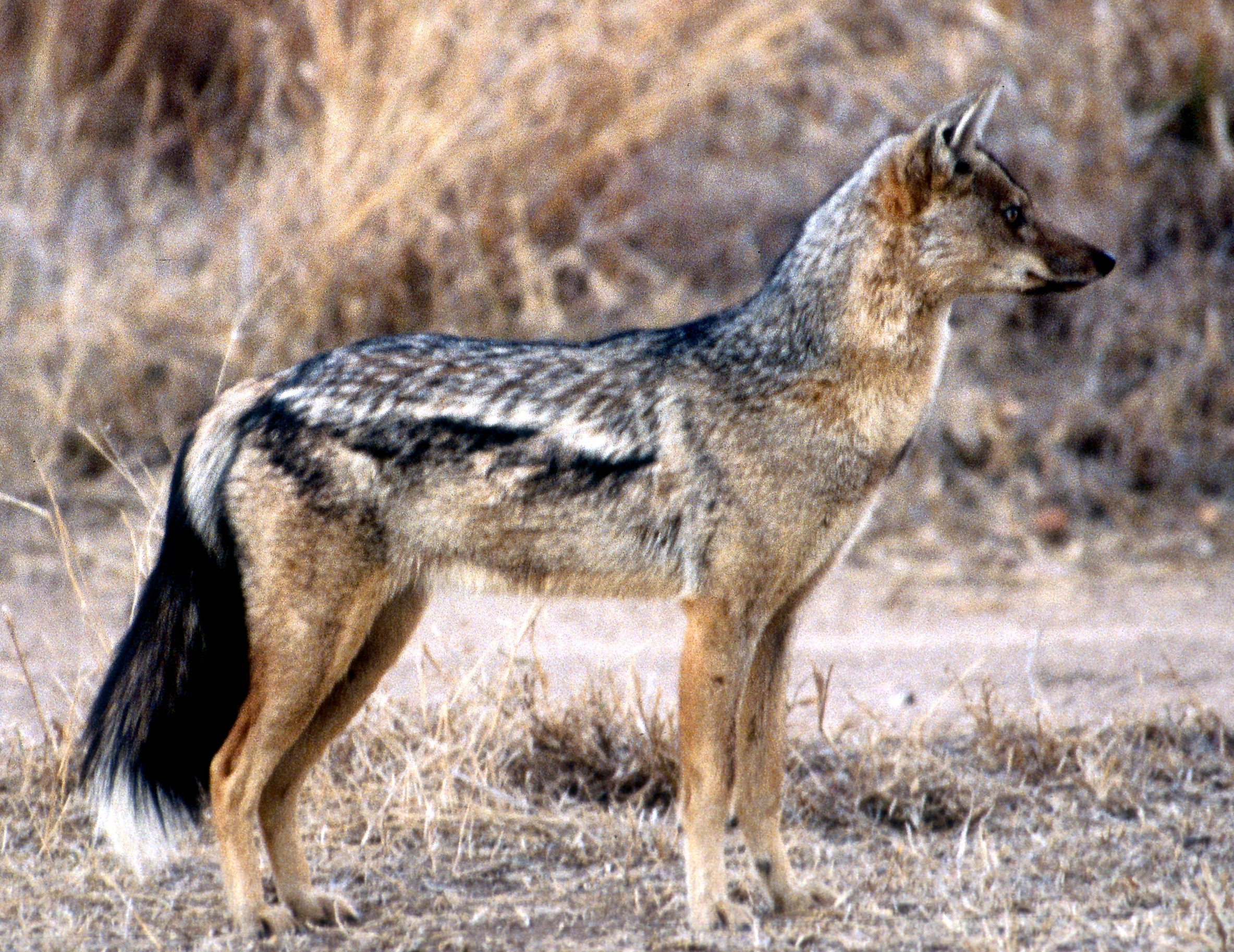
شغال پهلونواری